# Resolutie 1862 Veiligheidsraad Verenigde Naties
Resolutie 1862 van de Veiligheidsraad van de Verenigde Naties werd op 14 januari 2009 unaniem aangenomen. De resolutie veroordeelde Eritrea, omdat dit land zich niet terugtrok van zijn grens met Djibouti en elke dialoog weigerde.

## Achtergrond
Sinds Eritrea in 1993 onafhankelijk werd, vocht het land met elk van zijn drie buurlanden een grensoorlog uit. In 2008 was dat het geval met Djibouti over Kaap Doumeira en de Doumeira-eilanden. In april van dat jaar beschuldigde Djibouti Eritrea van invallen, en tussen 10 en 13 juni braken gevechten uit waarbij negen Djiboutiaanse soldaten sneuvelden.

## Inhoud

### Waarnemingen
Op 12 juni 2008 was de militaire actie van Eritrea tegen Djibouti veroordeeld en werden beide partijen opgeroepen om zich terug te trekken. Secretaris-generaal Ban Ki-moon had een missie ter plaatse gestuurd, en die rapporteerde nu dat Eritrea zich niet had teruggetrokken. Het land weigerde ook elke dialoog met Djibouti. Die laatste had zich wel teruggetrokken en werkte ook goed mee met de missie.

### Handelingen
Op Djibouti en Eritrea werd aangedrongen hun grensgeschil vreedzaam en snel op te lossen. De Raad betreurde dat Eritrea weigerde visa te verlenen aan de leden van de missie en gezanten van de secretaris-generaal te ontvangen. Ook verwelkomde ze de terugtrekking van Djibouti en werd van Eritrea hetzelfde geëist. Eritrea moest verder ook mee in een dialoog stappen. Daarvoor kreeg het land vijf weken de tijd.

## Verwante resoluties
- Resolutie 1809 Veiligheidsraad Verenigde Naties (2008)
- Resolutie 1820 Veiligheidsraad Verenigde Naties (2008)
- Resolutie 1907 Veiligheidsraad Verenigde Naties
- Resolutie 1916 Veiligheidsraad Verenigde Naties (2010)